# علی مدنی (سیاستمدار)
علی مدنی سیاست‌مدار ایرانی بود، که در دوره‌های  بیست و یکم ،  بیست و دوم  بعنوان نماینده بوکان و  بیست و سوم  بعنوان نماینده ارومیه در مجلس شورای ملی حضور داشت.